# Scleroprocta pentagonalis
Scleroprocta pentagonalis là một loài ruồi trong họ Limoniidae. Chúng phân bố ở miền Cổ bắc.